# Euthanasiecentrum Grafeneck

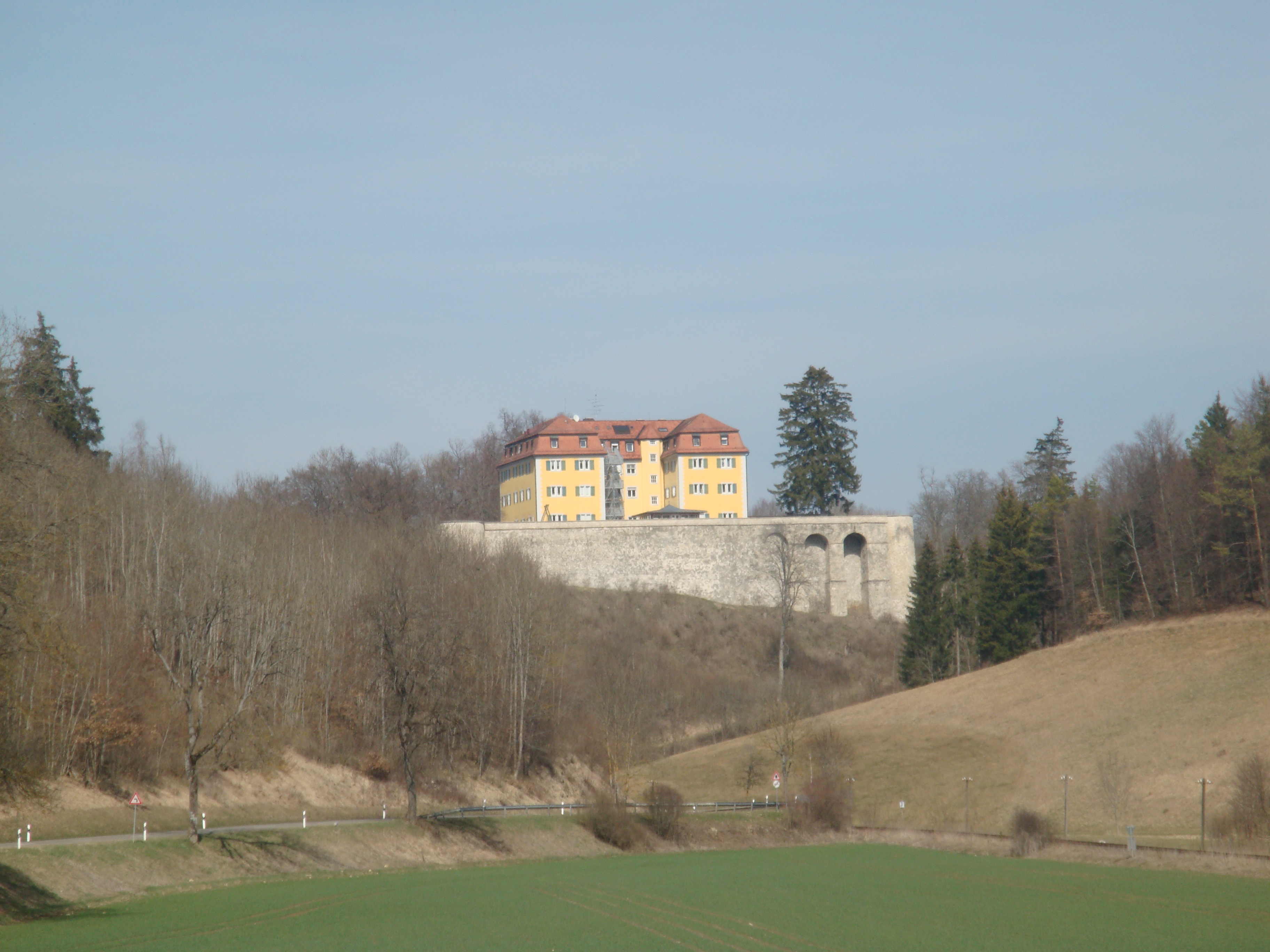
Het Slot Grafeneck

In het Euthanasiecentrum Grafeneck (Duits: Tötenanstalt Grafeneck) bij Gomadingen in het Baden-Württembergse Landkreis Reutlingen werden in 1940 in het kader van Aktion T4 door het nationaalsocialistische regime 10.654 mensen met een geestelijke beperking of een psychische stoornis op systematische wijze vermoord. Grafeneck was een van de zes euthanasiecentra in het Rijk waar mensen uit verschillende inrichtingen naartoe werden gebracht, uitsluitend om er te worden vermoord. De slachtoffers hadden volgens de nazi-ideologie geen nut voor de samenleving en kwamen in het geval van Grafeneck vooral uit Beieren, Baden en Württemberg, maar ook uit Hessen en Noordrijn-Westfalen.
Hier was eveneens het hoofdkantoor van de Gemeinnützigen Krankentransport GmbH (Gekrat) gevestigd, dat het transport van de slachtoffers van Aktion T4 regelde en door Reinhold Vorberg werd aangestuurd.

## Gedenkstätte Grafeneck

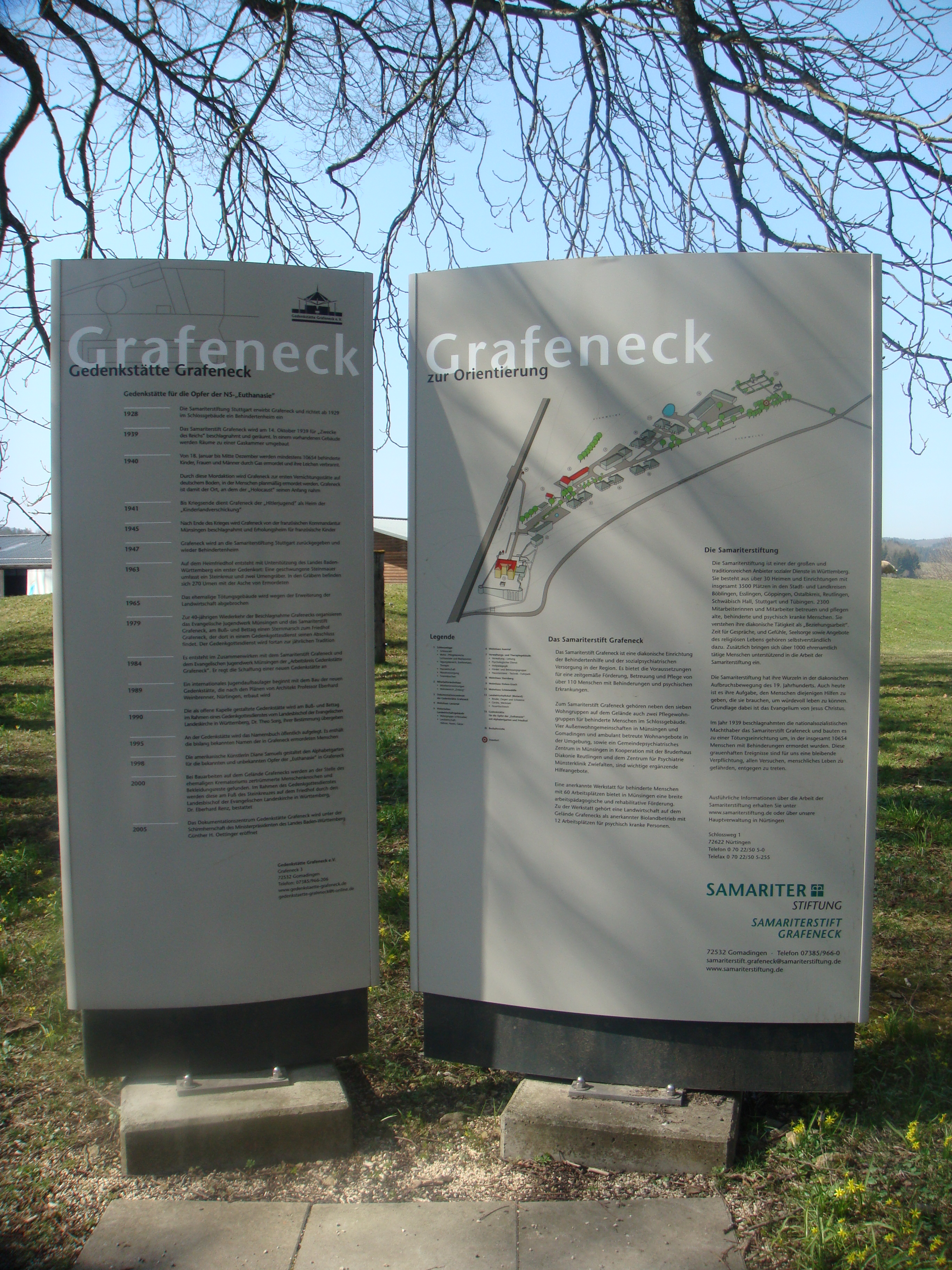
Informatieborden

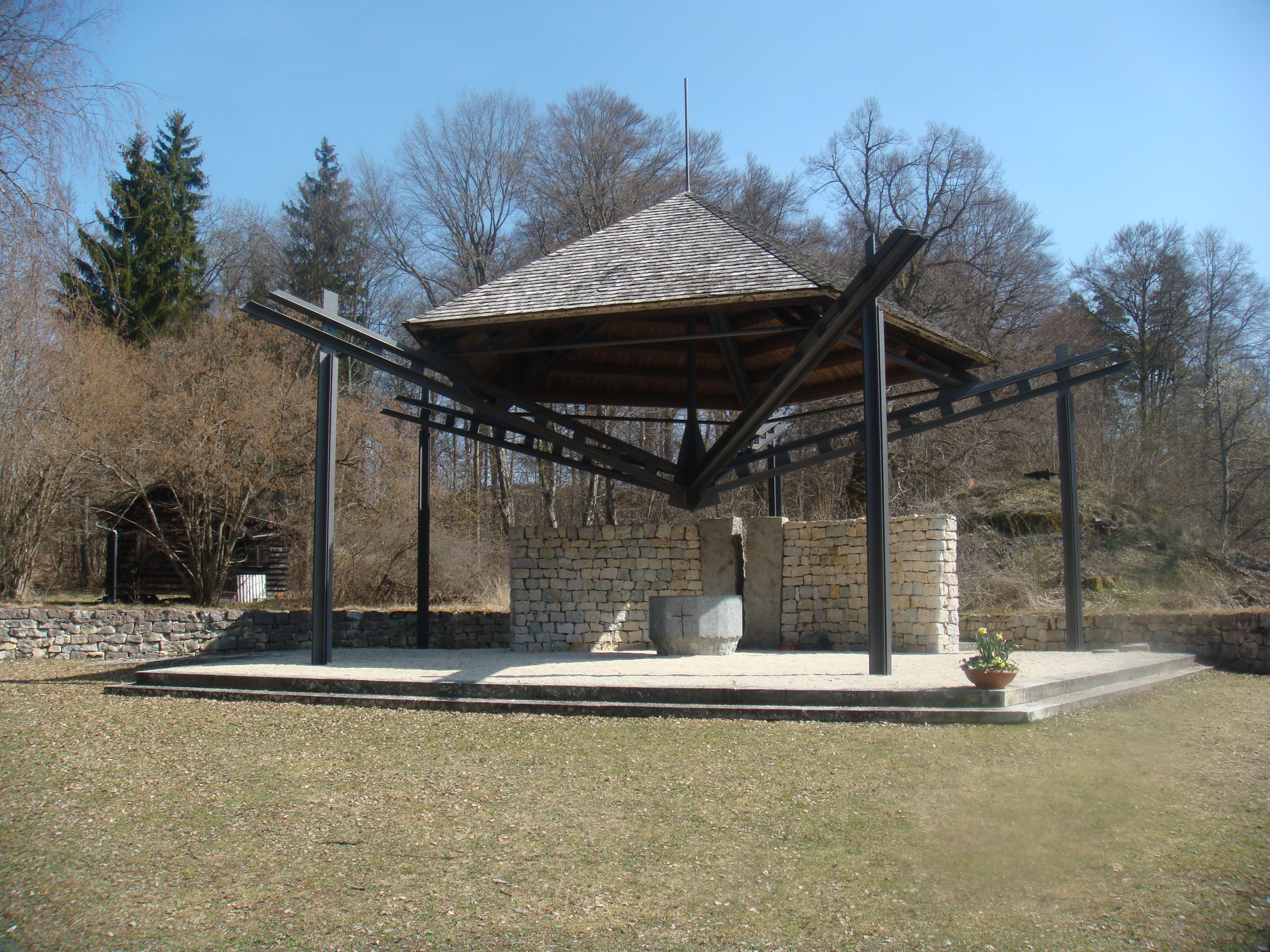
Herdenkingskapel

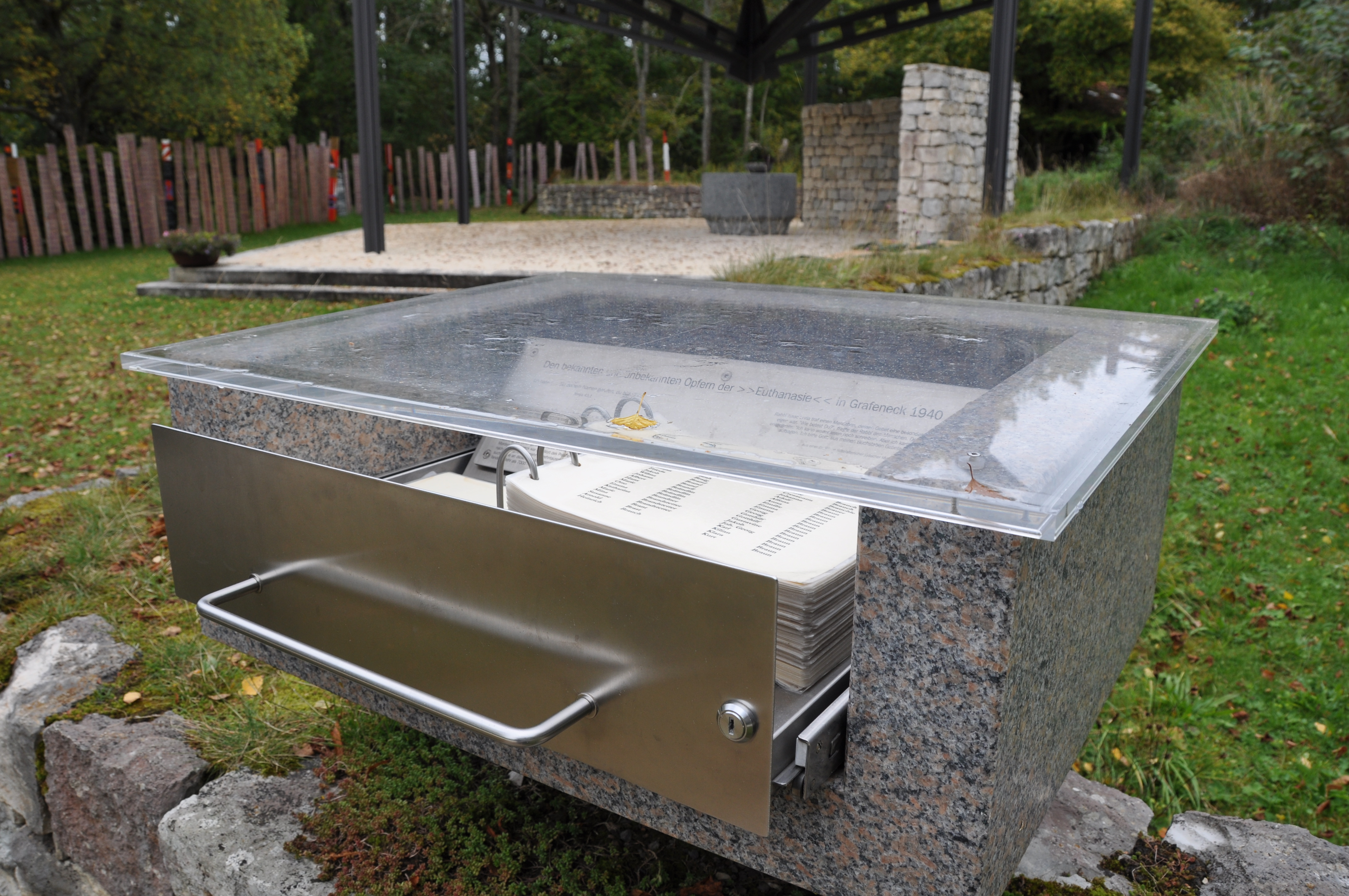
Het namenboek

Aan de slachtoffers van de misdaden in de nazitijd herinneren sinds de jaren 1950 en 1960 twee urnengraven en een herdenkingsplek op het kerkhof.
De muur achter de open kapel op de herdenkingsplek heeft een scheur, die het lijden van de onmenselijke gebeurtenissen symboliseert. Daarvoor staat een altaar van blauw graniet waarin een eenvoudig kruis werd ingebeiteld. De stalen dragers van het dak herinneren aan de doornenkroon en het vijfpuntige dak verwijst naar het vijfde gebod Gij zult niet doden.
Vanaf oktober 1998 is er bij de kapel een boek aanwezig met de namen van meer dan 8.000 slachtoffers. Alhoewel het onderzoek naar de namen van de niet vermelde slachtoffers nog voortgaat, is het vrijwel zeker dat niet alle namen zullen worden achterhaald. Daarom herinnert sinds 1998 een alfabettuin aan de bij naam bekende én onbekende slachtoffers van Grafeneck. De granieten stenen vormen de 26 letters van het alfabet en werden als vast bestanddeel van het herinneringscentrum gemaakt door de Amerikaanse kunstenares Diane Samuels.
Na twee jaren bouwen werd in 2005 een documentatiecentrum geopend. Het centrum informeert over en houdt de herinnering aan de gebeurtenissen in een permanente expositie levend.
De garage waar de mensen werden vergast werd in 1965 afgebroken. Jaarlijks bezoeken tussen de 15.000 en 20.000 mensen Grafeneck.

## Geschiedenis Slot Grafeneck
Op de plaats van een middeleeuwse burcht lieten de hertogen van Württemberg rond 1560 een jachtslot bouwen. Hertog Karel Eugenius van Württemberg gebruikte het slot als zomerresidentie en vergrootte het in de jaren 1762 tot 1772 tot een barok slot met een operahuis met talrijke recreatieverblijven. Het operahuis verhuisde later naar Ludwigsburg en het slot werd opgegeven. In de 19e eeuw werden enkele gebouwen afgebroken, terwijl het slot in gebruik werd genomen door de dienst Bosbouw.
In 1928 kocht de Samariterstiftung het slot aan, een ook nu nog bestaande kerkelijke organisatie die zich richt op de sociale dienstverlening in Württemberg, om er een tehuis voor mensen met een beperking te huisvesten.
Het slot ligt circa 25 kilometer ten zuidoosten van Tübingen tussen Engstingen en Münsingen.

## Grafeneck tijdens het Derde Rijk
Tijdens de planningsfase van Aktion T4 stelde de Württembergse overheid in Stuttgart het Samariterstift Grafeneck voor om daar in de eenvoudig af schermen bossen mensen te vermoorden die volgens de nazi-ideologie lebensunwert waren en de samenleving te veel belastten. Het slot was slechts via twee wegen te bereiken en bood bovendien voldoende kantoorruimte en plaats voor het werk en de huisvesting van het personeel.
Op 13 oktober verordonneerde Richard Alber aan het Samariterstift de onmiddellijke ruiming van het complex en de volgende dag al, op 14 oktober 1939, werden de gebouwen voor "doelen van het Rijk" officieel in beslag genomen. De gehandicapte mannen en vrouwen die in het Samariterstift verbleven, ongeveer 100 in getal, werden samen met de leiding en de medewerkers in bussen naar het klooster Reute getransporteerd. Enkele dagen eerder hadden de nonnen van het klooster de mededeling ontvangen dat zij een deel van het klooster moesten verlaten. Alle patiënten die hier in Reute werden ondergebracht, zouden het euthanasieprogramma van de nazi's overleven.

## De verbouwing van het Samariterstift
Na de beslagname werd tot januari 1940 het voormalige Samariterstift verbouwd en geschikt gemaakt om er mensen te vermoorden in plaats van te verplegen. In het slot werden woon- en bestuursruimten gecreëerd, een ruimte voor de burgerlijke stand (van waaruit men de troostbrieven naar de onwetende familie zond, waarin het overlijden van hun familielid met de vermelding van een fictieve doodsoorzaak werd aangekondigd) en een politiebureau. Op het terrein werden vervolgens een houten barak met circa 100 bedden, een parkeerplaats voor de grijze bussen, een crematieoven en een gaskamer gebouwd.
Het personeel liet men uit Stuttgart en Berlijn rekruteren. Tussen oktober en december 1939 bestond het personeelsbestand uit 10 tot 20 personen, maar dat groeide in de loop van 1940 uit tot ongeveer 100 mannen en vrouwen.

## De systematische moord
De systematische moord in Grafeneck begon op 18 januari 1940. Hiervoor was een als doucheruimte gecamoufleerde gaskamer in een garage ingericht. De arts liet door de bediening van een met een manometer voorzien ventiel koolmonoxide in de ruimte stromen. De hiervoor benodigde flessen leverde de firma Mannesmann, de vulling ervan werd door IG Farben, Ludwigshafen geleverd. De eerste patiënten die werden omgebracht kwamen uit een kliniek uit Haar bij München.
De slachtoffers kwamen uit 48 psychiatrische inrichtingen: 40 uit vrijwel alle Landkreisen van Baden-Württemberg, zes uit Beieren en enkele uit Hessen en Noordrijn-Westfalen. Op 13 december 1940 werden de laatste slachtoffers in het crematorium van Grafeneck verbrand.

## Sluiting
Voor de sluiting van het euthanasiecentrum in december 1940 zijn verschillende redenen aan te dragen. Het lukte steeds minder goed om de moorden geheim te houden, niet in de laatste plaats door de steeds fellere protesten van de kant van de kerk. Na de sluiting werd het personeel overgeplaatst naar het Euthanasiecentrum Hadamar bij Limburg an der Lahn. Daar ging het vergassen van zieken tot augustus 1941 onverminderd voort. Het slotgebouw diende in de jaren daarop als opvang voor door de oorlog getroffen kinderen. In 1945 gebruikten de autoriteiten van de Franse bezettingsmacht de gebouwen en in de jaren 1946-1947 volgde de teruggave aan de Samariterstiftung. De tijdens het begin van de oorlog verdreven patiënten die de oorlog hadden overleefd namen er toen weer hun intrek.

## Aantal slachtoffers
Er zijn verschillende opvattingen over het aantal mensen dat in de twaalf maanden tussen januari en december 1940 werd vergast. In het zogenaamde Hartheimer Statistik, een door de Amerikanen gevonden document van Aktion T4, werden de aantallen slachtoffers van 's Rijks zes euthanasiecentra per maand vermeld. Aan het document werd zelfs nog een berekening van de besparing van 141.775.573,80 bijgevoegd, die het vermoorden van lebensunwertede rijksbegroting opleverde. Volgens deze statistieken werden er in 1940 in totaal 9.839 mensen in de gaskamer vermoord. 
| jan. | febr. | maart | april | mei   | juni  | juli  | aug.  | sept. | okt. | nov. | dec. | In totaal |
| ---- | ----- | ----- | ----- | ----- | ----- | ----- | ----- | ----- | ---- | ---- | ---- | --------- |
| 95   | 234   | 500   | 410   | 1.119 | 1.300 | 1.262 | 1.411 | 1.228 | 761  | 971  | 548  | 9.839     |

Het proces van Grafeneck stelde in de zomer van 1949 een totaal aantal slachtoffers van 10.654 vast.

## De daders
Van het personeel dat in het Euthanasiecentrum Grafeneck ervaring had opgedaan, kreeg een aantal later een belangrijke post in de nationaalsocialistische vernietigingskampen.
De T4-coördinatoren Viktor Brack en Karl Brandt verordonneerden dat het vermoorden van zieken uitsluitend was voorbehouden aan artsen. De bediening van de gaskraan in de euthanasiecentra was dan ook het werk van de artsen. Weliswaar gebeurde het later ook dat bij afwezigheid van de artsen of om andere redenen de gaskraan door ander personeel werd opengedraaid. In het schriftelijke verkeer naar buiten toe gebruikten de artsen uitsluitend fictieve namen.
In Grafeneck werkten de volgende artsen:
- Hoofdarts: Horst Schumann (Dr. Klein): januari 1940 tot juni 1940; later kamparts in Auschwitz-Birkenau
- Plaatsvervanger: Ernst Baumhard (Dr. Jäger): januari 1940 tot april 1940, vanaf dan de hoofdarts tot december 1940
- Plaatsvervanger: Günther Hennecke (Dr. Fleck): 25 april 1940 tot december 1940
- Kurt Franz, later kampcommandant in het vernietigingskamp Treblinka.